# Олиндина
Олиндина (порт. Olindina)  —  город и муниципалитет в Бразилии, входит в штат Баия. Составная часть мезорегиона Северо-восток штата Баия. Находится в составе крупной городской агломерации . Входит в экономико-статистический  микрорегион Рибейра-ду-Помбал. Население составляет 25 694 человека на 2006 год. Занимает площадь 575,412 км². Плотность населения — 44,7 чел./км².
Праздник города — 14 августа. 

## Статистика
- Валовой внутренний продукт на 2003 год составляет 42 469 548,00 реалов (данные: Бразильский институт географии и статистики).
- Валовой внутренний продукт на душу населения на 2003 год составляет 1707,39 реалов (данные: Бразильский институт географии и статистики).
- Индекс развития человеческого потенциала на 2000 год составляет 0,593 (данные: Программа развития ООН).

## География
Климат местности: жаркий гумидный. В соответствии с классификацией Кёппена, климат относится к категории Cfa.